# Hofanlage Dorfstraße 57

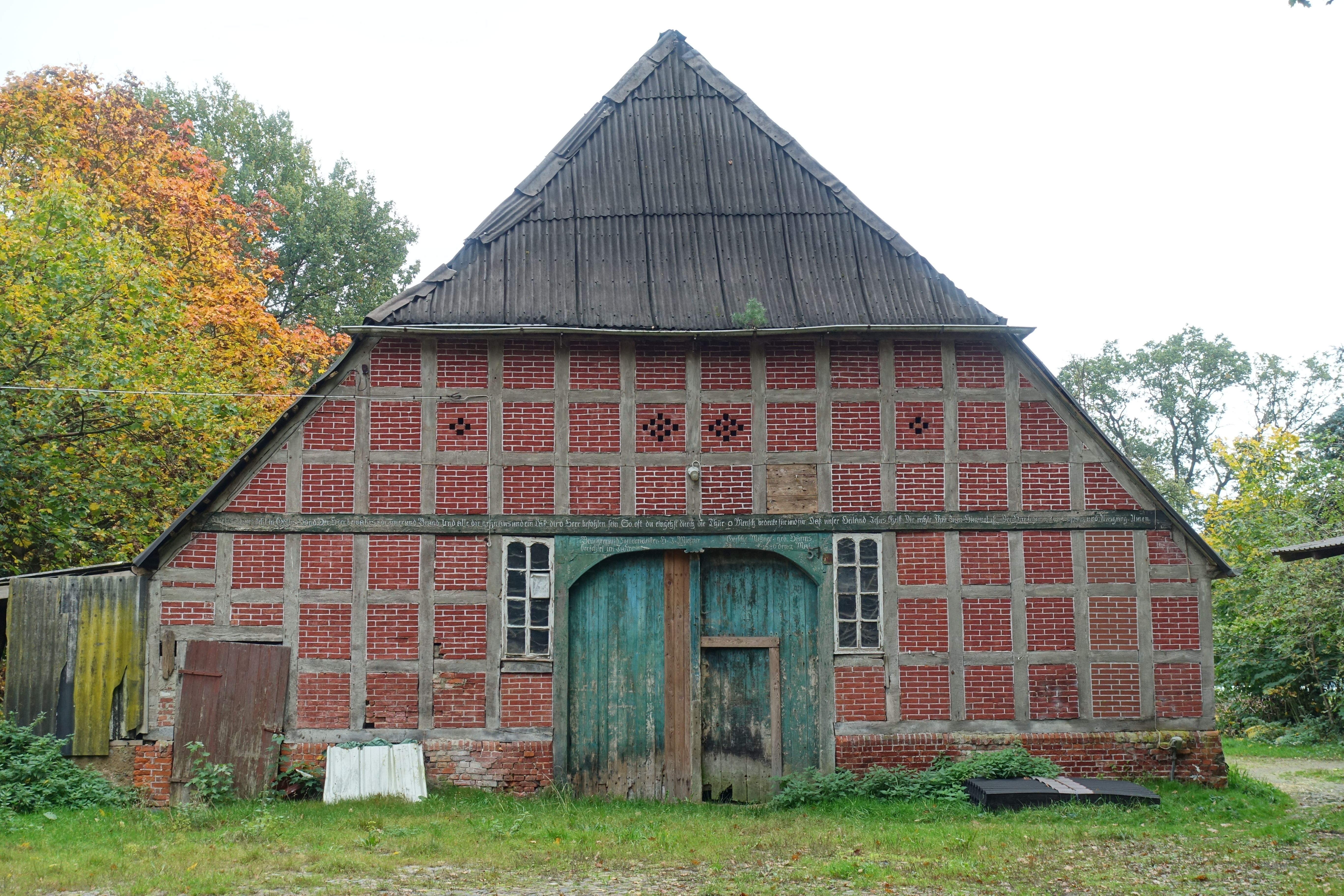
Wohn- und Wirtschaftsgebäude, Südwestgiebel (2022)

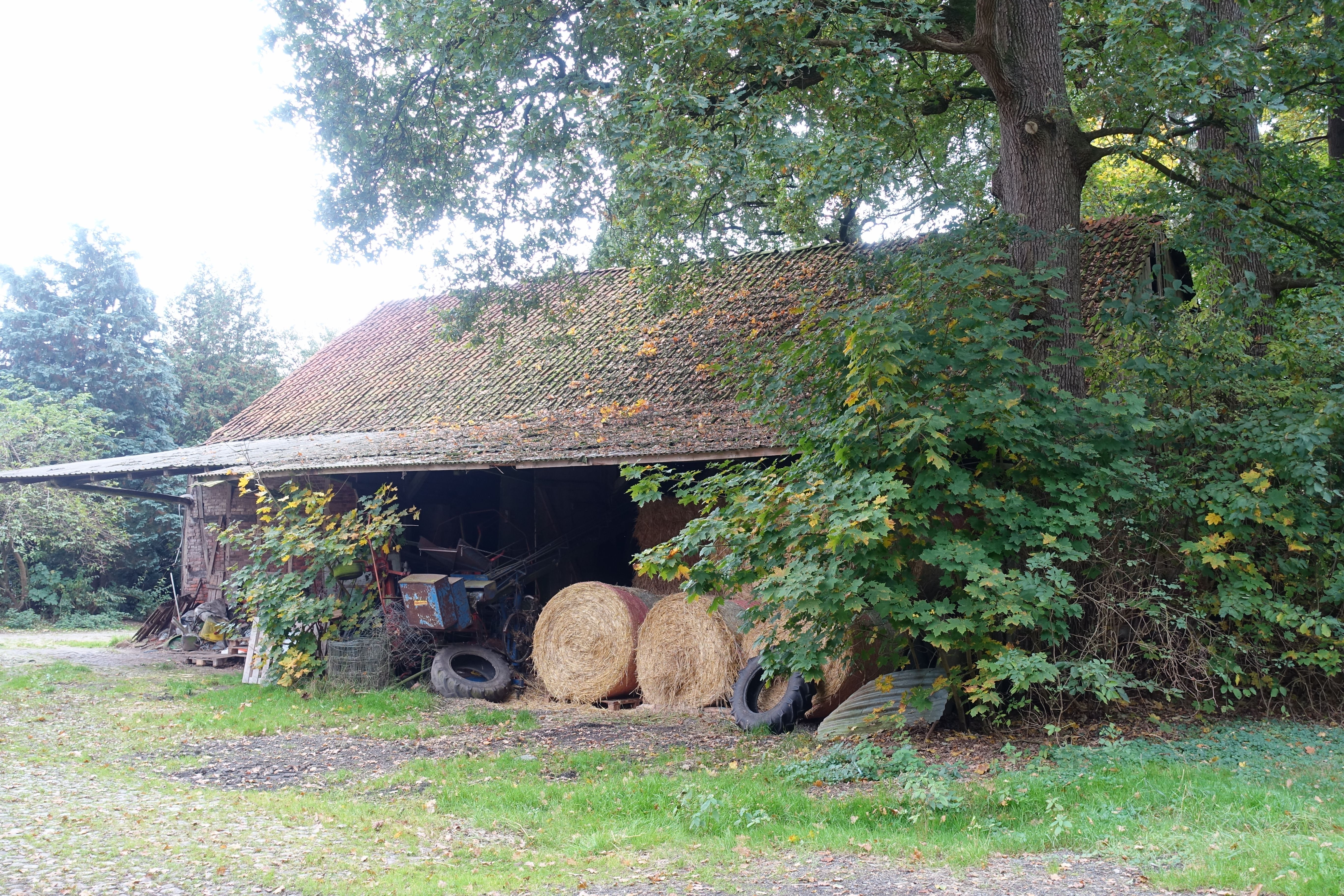
Kornscheune, Nordwestfassade (2022)

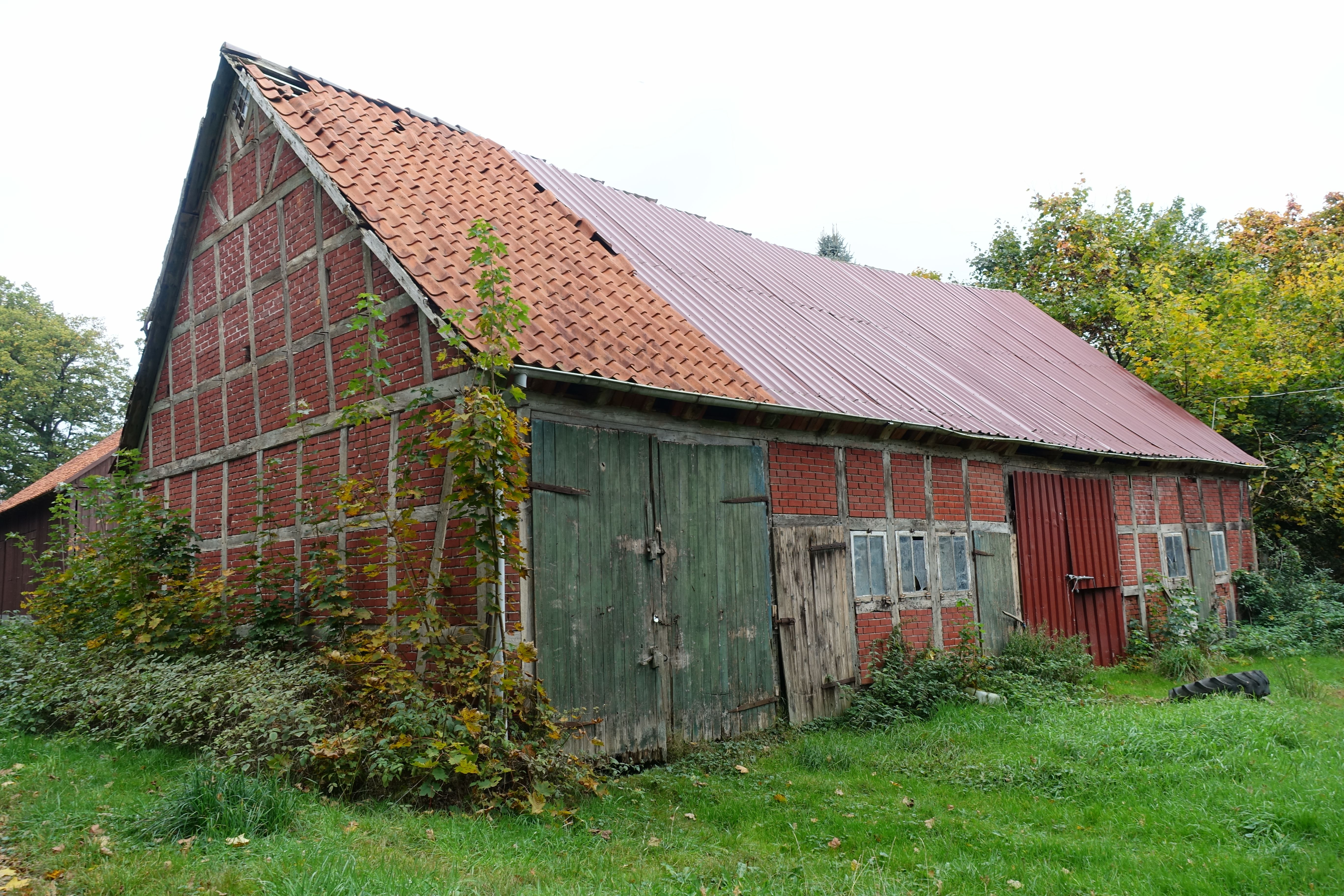
Stallgebäude, Südwest- und Südostfassade (2022)

Die Hofanlage Dorfstraße 57 in der niedersächsischen Gemeinde Gyhum, Ortsteil Hesedorf, wurde am Ende des 19. und im 20. Jahrhundert gebaut. Aktuell (2025) wird sie zum Wohnen und landwirtschaftlich genutzt.
Die Gebäude stehen unter Denkmalschutz (siehe auch Liste der Baudenkmale in Gyhum).

## Geschichte und Beschreibung
Hesedorf wurde 1384 erstmals urkundlich erwähnt und gehörte zur Börde Gyhum in der heutigen Samtgemeinde Zeven im Landkreis Rotenburg (Wümme).
Die Hofanlage mit Pflasterung und altem Baumbestand besteht aus
- dem eingeschossigen giebelständigen Wohn- und Wirtschaftsgebäude von 1880 (Inschrift), als Zweiständer-Hallenhaus in gleichmäßigem Fachwerk mit Steinausfachungen, Krüppelwalmdach und Grooter Door mit Korbbogen, wobei der Wohnteil um 1920 erneuert wurde,[2]
- der giebelständigen Kornscheune von 1925 in Fachwerk mit Steinausfachungen, vertikal verbretterten Giebeldreiecken, flach geneigtem ziegelgedeckten Satteldach und Vordach über die gesamte nordwestliche Traufseite sowie mit Quereinfahrt[3]
- und dem giebelständigen Stall von 1917 (Inschrift) in Fachwerk mit Steinausfachungen, ziegelgedecktem Satteldach und zwei Quereinfahrten.[4]

Das Landesdenkmalamt befand u. a.: „Gut gegliederte Hofanlage ….“